# Эксле, Отто Герхард
Отто Герхард Эксле (нем. Otto Gerhard Oexle; 28 августа 1939, Зинген — 16 мая 2016) — историк-медиевист Германии и Западной Европы XX века. Один из последних «универсально образованных исследователей». Окончил Фрайбургский университет. Директор Института истории Общества Макса Планка в 1987—2004 годах.

## Биография
Получил образование в университетах Фрайбурга, Ганновера, Кёльна и Пуатье в области классической и романской филологии, истории и философии. В 1965 году получил степень кандидата наук во Фрайбургском университете. В 1973 году — докторскую степень в Мюнстерском университете. В 1980 году получает должность профессора в Ганноверском университете. В 1987—2004 годах являлся руководителем Института истории Общества Макса Планка. За свои заслуги в области немецкой историографии и медиевистики получил звание «почётный профессор Гёттингенского университета»

## Основные труды

### На немецком языке
- «Krise des Historismus — Krise der Wirklichkeit», Göttingen : Vandenhoeck & Ruprecht, 2007, ISBN 978-3-525-35810-8
- «Bilder der Macht in Mittelalter und Neuzeit», Göttingen : Vandenhoeck & Ruprecht, 2007, ISBN 978-3-525-35878-8
- «Erinnern — Bewahren — Erinnerung fruchtbar machen», Göttingen : Vandenhoeck und Ruprecht, 2007, ISBN 978-3-525-35808-5
- «Armut im Mittelalter», Ostfildern : Thorbecke, 2004, ISBN 3-7995-6658-9
- «Hahn, Heisenberg und die anderen», Oexle, Otto Gerhard. — Berlin : Forschungsprogramm Geschichte der Kaiser-Wilhelm-Ges. im Nationalsozialismus, 2003
- «Das Menschenbild der Historiker», Oexle, Otto Gerhard. — Münster : Rhema, 2002, 1. Aufl., ISBN 3-930454-36-X
- «L' historisme en débat», Oexle, Otto Gerhard. — Paris : Aubier, 2001, ISBN 2-7007-2313-9
- «Das Problem der Problemgeschichte», Göttingen : Wallstein-Verl., 2001, ISBN 3-89244-437-4
- «Paradigmi del sociale», Oexle, Otto Gerhard. — Salerno : Carlone, 2000, ISBN 88-86854-11-0
- «Die Repräsentation der Gruppen», Göttingen : Vandenhoeck und Ruprecht, 1998, ISBN 3-525-35456-8

### На русском языке
- Эксле О. Г. Действительность и знание: Очерки социальной истории Средневековья / Отто Герхард Эксле; Пер. Ю. Е. Арнаутовой. — М.: Новое литературное обозрение, 2007. — 360 с. — (Интеллектуальная история). — 1500 экз. — ISBN 5-86793-528-0.